# Référendums à Taïwan
La possibilité de référendums à Taïwan est prévue par la Constitution et la loi électorale. Peuvent ainsi être mis en œuvre au niveau national des référendums constitutionnels, nécessairement d'origine parlementaire, ainsi que des référendums sur des projets de loi, d'origine parlementaire ou populaire. Une réforme de 2017 a grandement facilitée l'organisation de ces derniers.

## Référendum d'origine populaire
En décembre 2017, une réforme de la procédure de déclenchement d'un référendum populaire est adoptée par le Yuan législatif. Celle-ci, à son entrée en vigueur le 3 janvier 2018, abaisse significativement les seuils de signatures nécessaires mis en place par la précédente loi de 2003. De 2003 à 2017, toutes les tentatives de référendums populaires taïwanaises ont en effet échouées, ce qui donne alors à la loi électorale de 2003 le surnom de « cage à oiseau » pour référendum. 
Un projet de référendum populaire nécessite désormais de réunir dans un premier temps les signatures de 0,01 % de la population inscrite sur les listes électorales lors de la dernière élection présidentielle (0,1 avant 2017). Une fois la procédure ainsi déclenchée, les pétitionnaires doivent ensuite réunir dans un délai de six mois les signatures de 1,5 % des inscrits (5 % avant 2017) puis faire valider le projet auprès de la Commission électorale centrale (CEC), dont les conditions d'autorisation ont été assouplies par rapport au précèdent Comité d'examen des référendums,. Si celle ci donne son accord, le référendum est mis au vote. Pour que le résultat soit légalement valide, le Oui au projet de loi doit encore réunir la majorité absolue des voix et atteindre le quorum de 25 % des inscrits (50 % avant 2017). Comme détaillé dans l'article 29 de la loi référendaire, il ne s'agit donc pas d'un quorum de participation, mais d'un quorum de vote positif par rapport au total des inscrits.
Sont cependant exclus de la voie populaire les référendums portant modification de la constitution ainsi que du nom, de l'hymne national, du drapeau et des frontières du pays. Si la loi électorale abaisse exceptionnellement le droit de voter de 20 à 18 ans lors de ces référendum, ceux ci sont également explicitement interdits de porter sur un changement de l'age légal du droit de vote,.
Les seuils sont calculés à partir du nombre d'inscrits sur les listes électorales lors de la dernière élection présidentielle, soit 18 782 991 en 2016, ce qui correspond à des seuils de 1 878 (0,1 %) et 281 744 (1,5 %) inscrits. 

### Date d'organisation
Depuis un amendement controversé de la loi électorale en juin 2019, les référendums ne peuvent cependant être organisé qu'une fois tous les deux ans, à partir de 2021. Le regroupement des différentes propositions soumises au vote lors d'un seul jour de scrutin est par ailleurs officialisé, cette réforme le fixant au quatrième samedi du mois d'aout de chaque année concernée. La réforme vise alors selon le gouvernement à détacher les scrutins référendaires des autres élections, celui de 2018 composé de dix questions et organisé en même temps que les élections provinciales et municipales ayant entrainé de long temps d'attente dans les bureaux de vote. La mesure est cependant critiquée du fait du délai supplémentaire qu'elle impose aux futurs référendums,. 
Avant 2019, un référendum devait une fois les signatures validées être soumis au vote de la population dans les six mois. Si une élection nationale était prévue dans ce laps de temps, le référendum devait être organisé le même jour.
Si la proposition est rejetée, elle ne peut être à nouveau soumise à une collecte de signature que passé un délai de deux ans.

## Référendum d'origine parlementaire
Un référendum peut être organisé à l'initiative des membres du Yuan législatif. Dans le cas d'un amendement de la constitution, celui-ci doit être proposé par un quart des membres, puis voté par une majorité qualifiée des trois quarts du total des membres. Les résultats du référendum, organisé une fois passée une période de campagne d'au moins six mois, ne sont cependant valides que si l'amendement réunit les votes favorables de 50 % du total des inscrits sur les listes électorales.

## Historique
Six projets de loi, tous d'origine parlementaire, ont été soumis à référendum à Taiwan jusqu'en 2017. Tous ont échoué en raison du quorum de 50 % de participation menant à des stratégies de boycott de la part de leurs opposants. Le quorum est par la suite abaissé à 25 % en 2017.
À la suite de cette même réforme et de l'abaissement des seuils de signatures, dix projets de loi d'origine populaire sont soumis au vote le 24 novembre 2018. Sept sont approuvés par les électeurs et franchissent les quorum exigés.